# Arrondissement Baugé
Baugé is een voormalig arrondissement in het departement Maine-et-Loire in de Franse regio Pays de la Loire . Het arrondissement werd op 17 februari 1800 gevormd en op 10 september 1926 opgeheven. De toen nog zes overblijvende kantons werden bij de opheffing verdeeld over de arrondissementen Angers en Saumur.

## Kantons
Het arrondissement was oorspronkelijk samengesteld uit de volgende kantons:
- kanton Baugé - toegevoegd aan het arrondissement Saumur
- kanton Beaufort - toegevoegd aan het arrondissement Angers
- kanton Fougeré - in 1800 toegevoegd aan het kanton Baugé
- kanton Jarzé - in 1800 toegevoegd aan het kanton Seiches
- kanton Longué-Jumelles - toegevoegd aan het arrondissement Saumur
- kanton Mazé - in 1801 toegevoegd aan het kanton Beaufort
- kanton Mouliherne - in 1801 toegevoegd aan het kanton Longué-Jumelles
- kanton Noyant - toegevoegd aan het arrondissement Saumur
- kanton Seiches-sur-le-Loir - toegevoegd aan het arrondissement Angers
- kanton Vernoil - in 1801 toegevoegd aan het kanton Longué-Jumelles

In 1806 werd het kanton Durtal toegevoegd aan het arrondissement. Dit kanton werd bij de afschaffing van het arrondissement in 1926 overgeheveld naar het arrondissement Angers